# Pandanus dyckioides
Pandanus dyckioides là một loài thực vật có hoa trong họ Dứa dại. Loài này được Baker mô tả khoa học đầu tiên năm 1887.